# Psychotria brandneriana
Psychotria brandneriana är en måreväxtart som först beskrevs av Lucien Linden, och fick sitt nu gällande namn av Elmar Robbrecht. Psychotria brandneriana ingår i släktet Psychotria och familjen måreväxter. Inga underarter finns listade i Catalogue of Life.